# Spelocteniza
Genre
Spelocteniza est un genre d'araignées mygalomorphes de la famille des Microstigmatidae.

## Répartition
Les espèces de ce genre sont endémiques d'Équateur.

## Liste des espèces
Selon World Spider Catalog (version 26, 12/08/2025) :
- Spelocteniza ashmolei Gertsch, 1982
- Spelocteniza pampenita Dupérré & Tapia, 2025
- Spelocteniza zuninoi Dupérré & Tapia, 2025

## Systématique et taxinomie
Ce genre a été décrit par Gertsch en 1982 dans les Ctenizidae. Il est placé dans les Nemesiidae par Raven en 1985 puis dans les Microstigmatidae par Goloboff en 1995.

## Publication originale
- Gertsch, 1982 : « The troglobitic mygalomorphs of the Americas (Arachnida, Araneae). » Association for Mexican Cave Studies Bulletin, no 8, p. 79-94.